# 해치백
해치백(영어: hatchback)은 외관상, 뒷좌석 공간과 적재 공간이 합쳐져 있는 자동차의 외형이다. 해치라고도 불리는 테일게이트를 들어 올리면 적재 공간이 나온다. 스테이션 왜건과 비교해보면 스테이션 왜건은 해치백보다 전장이 더 길다. 해치백은 특히, 유럽에서 인기가 많다. 주로 경차, 소형차 등에 많이 쓰이는데, 실내 공간을 극대화하여 실용성을 높일 수 있기 때문이다. 만약 차체가 너무 작은 경우라면 해치를 거의 수직으로 설계하는 경우가 많다. 이렇게 하면 자동차의 소음을 줄일 때 도움이 되는데, 도로가 협소하거나 교통 혼잡이 심한 국가에서 이 점이 많이 고려된다. 해치백은 뒷좌석을 접을 수도 있으며, 이것을 통해 필요에 따라 적재 공간을 늘일 수 있는 장점이 있다. 그러나 뒷좌석의 승차감이 떨어지는 단점도 있다.

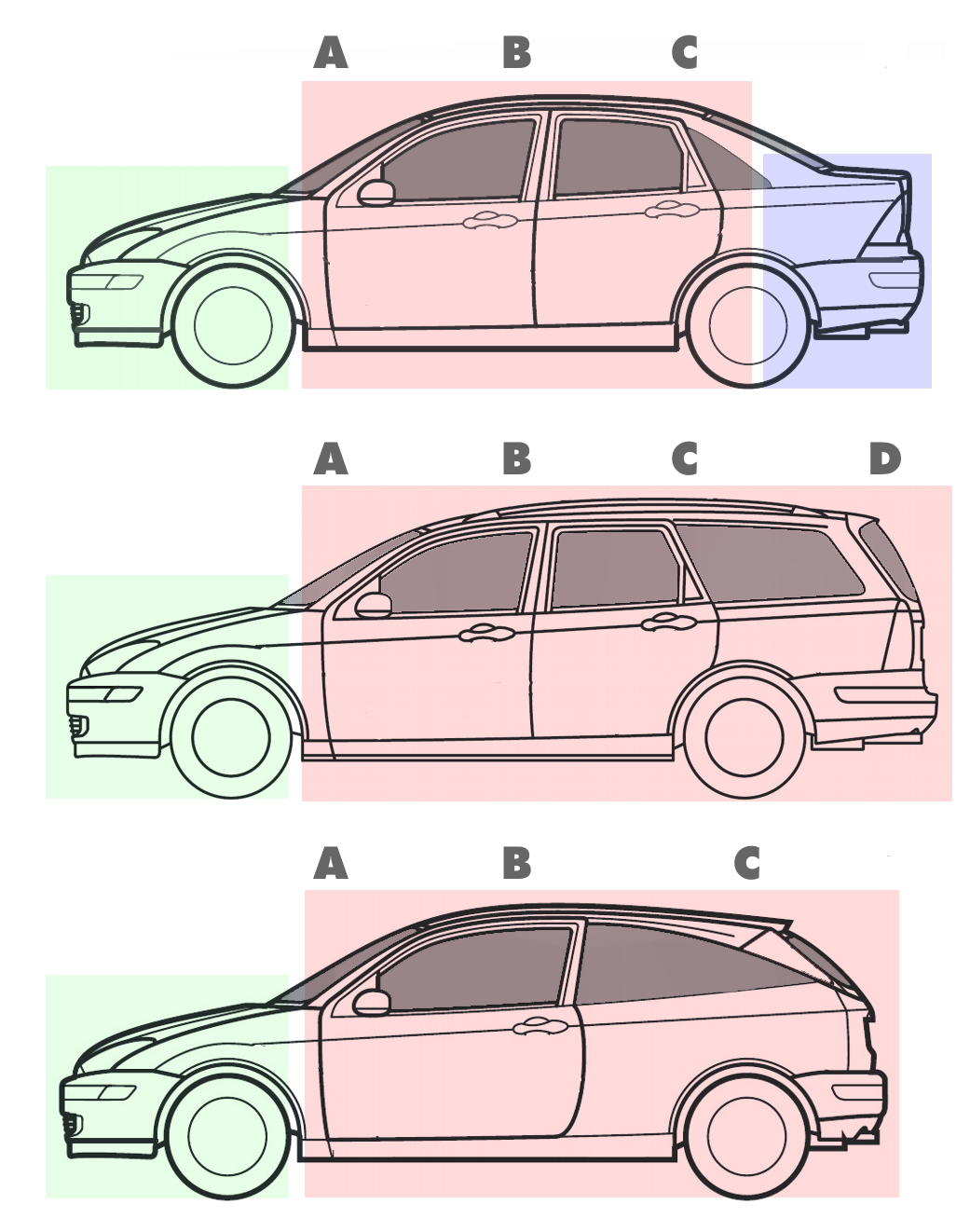
세단 (위), 스테이션 왜건 (중간), 해치백 (아래)의 차체 특성

## 같이 보기
- 트렁크 (자동차)
- 패스트백